# 上村ひなの
上村 ひなの（かみむら ひなの、2004年〈平成16年〉4月12日 - ）は、日本のアイドルであり、女性アイドルグループ日向坂46のメンバーである。東京都出身。Seed & Flower所属。

## 略歴
2018年（平成30年）8月19日、『坂道合同新規メンバー募集オーディション』に合格した。同年11月10日、けやき坂46に配属される。同オーディションに合格し、各坂道シリーズへ配属される人数の公表は同年11月29日、欅坂46公式サイトへの上村のプロフィール掲載は同年12月4日に行われた。同年12月10日には、日本武道館で開催された『欅坂46二期生 けやき坂46三期生 お見立て会』に参加し、けやき坂46の3期生としてお披露目された。
2019年（平成31年）2月11日、自身が所属するグループが、けやき坂46から日向坂46に改名された。
2021年（令和3年）7月18日に、『高校生クイズ2021 全国どこでもスマホ一斉予選』（日本テレビ）にて初披露された、日向坂46の6thシングル『ってか』に収録されている楽曲「何度でも何度でも」で、自身初となるセンターポジションを担当している。
2023年（令和5年）7月5日より放送のドラマ『DIY!!-どぅー・いっと・ゆあせるふ-』（MBS）で、自身初となる主演を務めた。同年7月26日に発売された日向坂46の10thシングル『Am I ready?』では、初めて表題曲のセンターポジションを担当している。同年9月12日には、1st写真集『そのままで』（主婦と生活社）が発売された。
2025年（令和7年）4月9日、自身初のエッセイ集『へんてこスイッチ』を発売した。

## 人物

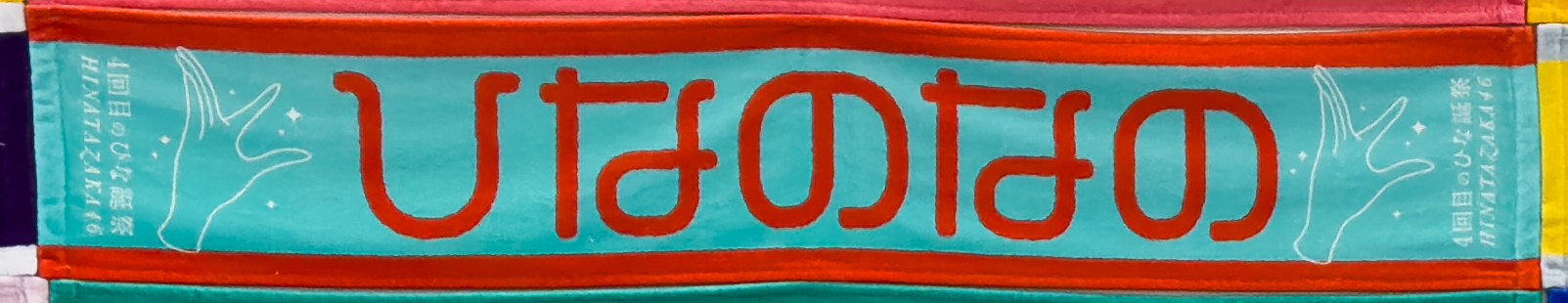
愛称である"ひなのなの"のタオル

愛称は、ひなのなの、なのちゃん、ひなのちゃん。自身のファンの総称を「なのらー」としている。一人っ子。
自身について、「へんてこな人間」「変な性格」であると語っており、後述のキャッチフレーズにも繋がっている。2022年にグループを卒業した2期生の渡邉美穂は、上村について「皆さんの想像を遥かに超えるくらい変わっています」「おっちょこちょいですごく面白い」と評している。「真面目さとシュールさを兼ね備えた特異なキャラ」と評するメディアもある。冠番組『日向坂で会いましょう』内では、同番組でMCを務めるオードリー・若林正恭が収録中に笑いを取れなかった時に欲しい励ます言葉を問うお題で、「元気田支店長」と回答したり、どんな芸人ランキングで若林が飛び抜けて1位を獲得したかを問うお題で、「◯カバヤシ（といえば）ランキング」と回答するなど、その発言内容が度々話題になっている。そんな上村を、MCの若林は「天才」と評している。
元々は引っ込み思案な性格で、幼少期は母親の後ろに隠れているような子どもだったが、日向坂46への加入後、明るく前向きな先輩メンバーの影響を受け、自身もポジティブな性格に変わっていったと語っている。

### 交友関係
乃木坂46に所属する筒井あやめは、高校の同級生であった。

### 嗜好
好きな食べ物として、イチゴ、トマト、肉、辛いもの、苦手な食べ物として、豚足を挙げている。
テレビドラマ『相棒』が好きで、小学生の時には、昼の再放送を見るために、友人からの誘いを断っていたという。2019年には、season19の放送開始に先立てて実施された「『相棒』20周年記念インタビュー企画」に登場している。その時のインタビューでは、相棒のおすすめエピソードとして、season5の第17話「女王の宮殿」、season11の第8話「BIRTHDAY」、season10の第10話「ピエロ」を挙げており、特に「ピエロ」が最も印象に残っていると明かした。

### 趣味
趣味は読書、ドラマ・音楽鑑賞。
「でこまる子」という名前のオリジナルキャラクターがある。また、その仲間に「もちまる子」「ハートまる子」「たぴおかまる子」「押しまるこ」がおり、試作キャラの「ラブまる子」や「タコまる子」などもいる。

### 特技
特技として早歩きを挙げている。また、ソーシャルマナー3級の資格をもつ。

### けやき坂46・日向坂46
ペンライトカラーは、    レッド ×     エメラルドグリーン。
キャッチコピーは、「いつでもどこでも変化球ひなのなの」。
小学5年生の時にテレビで、「あの日 僕は咄嗟に嘘をついた」「何度目の青空か?」を披露する乃木坂46を見て、坂道シリーズが好きになった。その以来、坂道シリーズをファンとして応援してきたが、中学生になった頃に、坂道シリーズのメンバーになりたいと思うようになった。また、渡邉美穂の握手会に参加して以降、渡邉に憧れを抱くようになったことが、自身がアイドルを目指すきっかけの1つとなったという。そんな中、『坂道合同新規メンバー募集オーディション』の開催が決定した。オーディション前には、応募希望者を対象としたセミナーが行われ、参加者の一部には1次審査が免除となるシード権が与えられることとなり、上村もその対象となった。その後、2次審査からオーディションに参加し、同オーディションに合格する。自身の配属先が発表された際には、けやき坂46に配属されたメンバーが自分だけであることを知り、驚いたという。2018年11月10日に上村が加入してから、髙橋未来虹、森本茉莉、山口陽世の3名が日向坂46に加入する2020年（令和2年）2月16日より前は、3期生のメンバーは上村のみであった。また、2022年9月に4期生が加入するまでは、メンバー最年少であった。
3期生の山口陽世を推しメンとして挙げている。また、4期生の正源司陽子から推しメンとして挙げられている。

#### 楽曲・ユニット
「何度でも何度でも」「Am I ready?」でセンターポジションを担当している。また、ソロ歌唱曲として「一番好きだとみんなに言っていた小説のタイトルを思い出せない」がある。
「やさしさが邪魔をする」を歌唱する、加藤史帆、渡邉美穂とのユニット「リスペクトスリー」、「その他大勢タイプ」を歌唱する影山優佳、金村美玖、富田鈴花とのユニットに所属している。

## 作品

### シングル
日向坂46
- キュン（2019年3月27日、SRCL-11121/7）- EAN 4547366399219。
- ときめき草（2019年3月27日、SRCL-11125/6）- EAN 4547366399233。
- ドレミソラシド（2019年7月17日、SRCL-11220/6）- EAN 4547366412871。
- キツネ（2019年7月17日、SRCL-11220/6）- EAN 4547366412871。
- やさしさが邪魔をする（2019年7月17日、SRCL-11224/5）- EAN 4547366412895。
- Dash&Rush（2019年7月17日、SRCL-11226）- EAN 4547366412901。
- こんなに好きになっちゃっていいの?（2019年10月2日、SRCL-11310/6）- EAN 4547366422436。
- ホントの時間（2019年10月2日、SRCL-11310/6）- EAN 4547366422436。
- 一番好きだとみんなに言っていた小説のタイトルを思い出せない（2019年10月2日、SRCL-11312）- EAN 4547366422443。
- 川は流れる（2019年10月2日、SRCL-11316）- EAN 4547366422467。
- ソンナコトナイヨ（2020年2月19日、SRCL-11450/6）- EAN 4547366442526。
- 青春の馬（2020年2月19日、SRCL-11450/6）- EAN 4547366442526。
- 君のため何ができるだろう（2020年2月19日、SRCL-11456）- EAN 4547366442557。
- 君しか勝たん（2021年5月26日、SRCL-11794/802）- EAN 4547366504392。
- 声の足跡（2021年5月26日、SRCL-11794/802）- EAN 4547366504392。
- Right?（2021年5月26日、SRCL-11796/7）- EAN 4547366504408。
- 膨大な夢に押し潰されて（2021年5月26日、SRCL-11802）- EAN 4547366504439。
- ってか（2021年10月27日、SRCL-11941/9）- EAN 4547366527520。
- 何度でも何度でも（2021年10月27日、SRCL-11941/9）- EAN 4547366527520。
- 思いがけないダブルレインボー（2021年10月27日、SRCL-11941/2）- EAN 4547366527520。
- アディショナルタイム（2021年10月27日、SRCL-11949）- EAN 4547366527568。
- 僕なんか（2022年6月1日、SRCL-12140/8）- EAN 4547366557145。
- 飛行機雲ができる理由（2022年6月1日、SRCL-12140/8）- EAN 4547366557145。
- ゴーフルと君（2022年6月1日、SRCL-12142/3）- EAN 4547366557152。
- 知らないうちに愛されていた（2022年6月1日、SRCL-12148）- EAN 4547366557176。
- 月と星が踊るMidnight（2022年10月26日、SRCL-12320/8）- EAN 4547366583045。
- HEY!OHISAMA!（2022年10月26日、SRCL-12320/8）- EAN 4547366583045。
- その他大勢タイプ（2022年10月26日、SRCL-12324/5）- EAN 4547366583069。
- 一生一度の夏（2022年10月26日、SRCL-12328）- EAN 4547366583076。
- One choice（2023年4月19日、SRCL-12490/8）- EAN 4547366612684。
- 恋は逃げ足が早い（2023年4月19日、SRCL-12490/8）- EAN 4547366612684。
- パクチー ピーマン グリーンピース（2023年4月19日、SRCL-12494/5）- EAN 4547366612707。
- 友よ 一番星だ（2023年4月19日、SRCL-12498）- EAN 4547366612714。
- Am I ready?（2023年7月26日、SRCL-12610/8）- EAN 4547366625868。
- 接触と感情（2023年7月26日、SRCL-12610/1）- EAN 4547366625868。
- 愛のひきこもり（2023年7月26日、SRCL-12616/7）- EAN 4547366625905。
- ガラス窓が汚れてる（2023年7月26日、SRCL-12618）- EAN 4547366625899。
- 君はハニーデュー（2024年5月8日、SRCL-12860/8）- EAN 4547366670318。
- 夜明けのスピード（2024年5月8日、SRCL-12864/5）- EAN 4547366670332。
- 僕に続け（2024年5月8日、SRCL-12868）- EAN 4547366670301。
- 絶対的第六感（2024年9月18日、SRCL-13000/8）- EAN 4547366698114。
- 永遠のソフィア（2024年9月18日、SRCL-13000/1）- EAN 4547366698114。
- 卒業写真だけが知ってる（2025年1月29日、SRCL-13120/8）- EAN 4547366719680。
- 孤独たちよ（2025年1月29日、SRCL-13120/1）- EAN 4547366719680。
- Love yourself!（2025年5月21日、SRCL-13270/8）- EAN 4547366743081。
- You are forever（2025年5月21日、SRCL-13270/1）- EAN 4547366743081。
- 海風とわがまま（2025年5月21日、SRCL-13278）- EAN 4547366743128。

### アルバム
日向坂46
- ひなたざか（2020年9月23日、SRCL-11580/4）- EAN 4547366470109。
- 脈打つ感情（2023年11月8日、SRCL‐12720/6）‐ EAN 4547366647020。

### 映像作品
- けやき坂46 三期生特典映像『ひなのなの』（2019年2月27日）- EAN 4547366383348。
- けやき坂46ストーリー 〜ひなたのほうへ〜（2019年3月27日）- EAN 4547366399226。
- はじめて超高級寿司屋に行ってみた（2019年7月17日）- EAN 4547366412888。
- ひなたの休日（2019年10月2日）- EAN 4547366422450。
- HINABINGO!（2019年11月22日）- EAN 4988021717656、EAN 4988021148740。
- 日向坂46 大富豪No.1決定戦（2020年2月19日）- EAN 4547366442526、EAN 4547366442533、EAN 4547366442540。
- HINABINGO!2（2020年4月3日）- EAN 4988021718011、EAN 4988021140089。
- DASADA（2020年5月22日）- EAN 4988021718073、EAN 4988021140157。
- 日向坂46デビューカウントダウンライブ!! in 横浜アリーナ 〜けやき坂46 LAST LIVE〜（2020年9月23日）- EAN 4547366470109。
- 日向坂46デビューカウントダウンライブ!! in 横浜アリーナ 〜日向坂46 FIRST LIVE〜（2020年9月23日）- EAN 4547366470116。
- 3年目のデビュー（2021年1月20日）- EAN 4517331070719、EAN 4517331070726。
- 明日はもうちょっとアイドル。（2021年5月26日）- EAN 4547366504415。
- 声春っ！（2021年9月15日）- EAN 4988021718714、EAN 4988021140959。
- ひなたの夏休み（2021年10月27日）- EAN 4547366527551。
- 〜ひらがな推し〜初ガツオを推すしかない編（2022年1月1日）- EAN 4547366540796。
- 〜ひらがな推し〜好きな人いるの?ニブだよ編（2022年1月1日）- EAN 4547366540772。
- 〜ひらがな推し〜ヘビーリトルトゥース誕生編（2022年1月1日）- EAN 4547366540765。
- 〜ひらがな推し〜埼玉と春日が生んだ怒涛の起爆剤編（2022年1月1日）- EAN 4547366540789。
- 〜ひらがな推し〜いつでもどこでも変化球編（2022年1月1日）- EAN 4547366540758。
- ひなたのバス旅（2022年6月1日）- EAN 4547366557269、EAN 4547366557183。
- 日向坂46 3周年記念MEMORIAL LIVE 〜3回目のひな誕祭〜 in 東京ドーム（2022年7月20日）- EAN 4547366568318、EAN 4547366568301。
- 渡邉美穂 卒業セレモニー（2022年10月26日）- EAN 4547366583045、EAN 4547366583052。
- 希望と絶望（2022年12月21日）- EAN 4550450021729、EAN 4550450021736。
- 〜日向坂で会いましょう〜加藤史帆のバーベキューで会いましょう（2023年1月1日）- EAN 4547366595888。
- 〜日向坂で会いましょう〜佐々木久美の野球で会いましょう（2023年1月1日）- EAN 4547366595901。
- 〜日向坂で会いましょう〜金村美玖のオードリーに会いましょう（2023年1月1日）- EAN 4547366595895。
- 〜日向坂で会いましょう〜小坂菜緒のヒットキャンペーンで会いましょう（2023年1月1日）- EAN 4547366595918。
- 〜日向坂で会いましょう〜丹生明里の団体戦で会いましょう（2023年1月1日）- EAN 4547366595925。
- Happy Smile Tour 2022（2023年4月19日）- EAN 4547366612684、EAN 4547366612691。
- W-KEYAKI FES. 2022（2023年7月26日）- EAN 4547366625868、EAN 4547366625875。
- 日向坂46 4周年記念MEMORIAL LIVE 〜4回目のひな誕祭〜 in 横浜スタジアム（2023年9月13日）- EAN 4547366634235、EAN 4547366634228。
- 日向坂46「Happy Train Tour 2023」in 大阪城ホール（2023年11月8日）- EAN 4547366647020、EAN 4547366647037。
- ひらがなくりすます2018 & ひなくり2019〜2022 Complete Box（2023年12月24日）- EAN 4547366655889。
- 〜日向坂で会いましょう〜齊藤京子の野球を好きになりましょう（2024年1月31日）- EAN 4547366660821。
- 〜日向坂で会いましょう〜佐々木美玲のおひさまたちを釣りましょう（2024年1月31日）- EAN 4547366660791。
- 〜日向坂で会いましょう〜河田陽菜の秋頃に会いましょう（2024年1月31日）- EAN 4547366660784。
- 〜日向坂で会いましょう〜松田好花のリトルトゥースになりましょう（2024年1月31日）- EAN 4547366660807。
- 〜日向坂で会いましょう〜上村ひなのの三期生に出会いましょう（2024年1月31日）- EAN 4547366660814。
- 日向坂46 齊藤京子卒業コンサート&5周年記念MEMORIAL LIVE 〜5回目のひな誕祭〜 in 横浜スタジアム（2024年7月24日）- EAN 4547366690101、EAN 4547366690088。
- BEST MUSIC VIDEO COLLECTION 2015-2024（2024年12月3日）- EAN 4547366713909。
- ひなたフェス2024（2025年5月21日）- EAN 4547366743081、EAN 4547366743098、EAN 4547366743104。
- Behind the scenes of ひなたフェス2024（2025年5月21日）- EAN 4547366743111。
- 日向坂46 6周年記念MEMORIAL LIVE 〜6回目のひな誕祭〜 in 横浜スタジアム（2025年7月23日）- EAN 4547366757309、EAN 4547366757316、EAN 4547366757323。

## 出演

### テレビドラマ
- DASADAシリーズ（日本テレビ）- 五反田すみれ 役[48]。
  - DASADA（2020年1月16日 - 3月19日）[49]
  - DASADA 〜未来へのカウントダウン〜（2020年7月2日 - 9月10日）[50]
- 声春っ！（2021年4月29日 - 7月1日、日本テレビ）- 草間愛理 役[51]。
- 何かおかしい 2（2023年4月5日 - 6月21日、テレビ東京）- 樋口愛海 役[52]。
- DIY!!-どぅー・いっと・ゆあせるふ-（2023年7月5日 - 8月30日、毎日放送） - 主演・結愛せるふ 役[13]。
- 嘘解きレトリック 第2話（2024年10月14日、フジテレビ） - 女中 役[53]。

### 配信ドラマ
- 何かおかしい2（2022年8月12日 - 、Paravi）- 樋口愛海 役[注 3][54]。

### CM・広告
- カンコー学生服・ストライプインターナショナル『earth music&ecology KANKO Label』（2019年4月26日 - ）- ビジュアルキャラクター[55]。

### イベント
- 新潟県警察 三条警察署 一日署長（2023年10月11日）[56]

## 書籍

### 著書
- へんてこスイッチ（2025年4月9日、日経BP）[57]

### 写真集
- 1st写真集『そのままで』（2023年9月12日、主婦と生活社、撮影：藤原宏）[16][17]

### 雑誌連載
- 日経エンタテインメント!「ピュアで真っ直ぐな変化球」（2022年6月3日 - 、日経BP）[58]